# اسلایتونویل (آرکانزاس)
اسلایتونویل (به انگلیسی: Slaytonville) یک منطقهٔ مسکونی در ایالات متحده آمریکا است که در آرکانزاس واقع شده است. اسلایتونویل ۱۹۹٫۰۴ متر بالاتر از سطح دریا قراردارد.